# Cuerpo romo
Se llama cuerpo romo a un objeto o cuerpo cuyas facetas o vértices tienen una terminación obtusa.
Generalmente, las terminaciones «romas» se utilizan para conservar la elegancia y para el uso de objetos punzocortantes con mayor seguridad; por ejemplo, el uso de tijeras por parte de niños de guardería, kínder o primaria.

## Ejemplos
- A cierto tipo de tijeras se les llama tijeras de «punta roma» debido a que no son puntiagudas, sino que son chatas, con punta semicircular.

- Otro ejemplo de estos cuerpos pueden ser los cuchillos que vienen incluidos en cualquier vajilla, los cuales, en vez de tener las puntas agudas, traen la punta chata semicircular para cortar la carne bien cocida y blanda.

- También se le da forma «roma» a las mesas de cristal cuadradas o rectangulares para evitar accidentes al rozar las esquinas de esta.

- La terminación «roma» tiene dos propósitos: conservar la elegancia, y dar mayor seguridad en artículos como tijeras.

## Utilidades
En la industria, los cuerpos romos ayudan al desgaste menor de algunas máquinas debido a que, al no ser filosa una esquina (o borde), esta encaja de manera más uniforme y no raspa por el filo.
Los cuerpos romos solamente tienen algunos inconvenientes, como la precisión con la que sus ángulos deben estar hechos y, en caso de que estos tengan que encajar en un sitio, su formación tiene que ser precisa para que encajen bien, ya que, en el caso de tener un mayor o menor tamaño, a este le sobra espacio y es difícil alinear o queda muy despegado del lugar de encaje.
- Datos: Q5793970